# Powiat Nienburg (Weser)
Powiat Nienburg (Weser) (niem. Landkreis Nienburg (Weser)) – powiat w niemieckim kraju związkowym Dolna Saksonia. Siedziba powiatu znajduje się w mieście Nienburg (Weser).

## Podział administracyjny
Powiat Nienburg (Weser) składa się z:
- dwóch miast
- jednej samodzielnej gminy (niem. Einheitsgemeinde)
- sześciu gmin zbiorowych (Samtgemeinde)

Miasta:
| Lp. | Nazwa miasta     | Ludność (31.12.2008) | Powierzchnia km² |
| --- | ---------------- | -------------------- | ---------------- |
| 1   | Nienburg (Weser) | 32.542               | 64,45            |
| 2   | Rehburg-Loccum   | 10.526               | 99,99            |

Gminy samodzielne:
| Lp. | Nazwa gminy | Ludność (31.12.2008) | Powierzchnia km² |
| --- | ----------- | -------------------- | ---------------- |
| 1   | Steyerberg  | 5.321                | 101,92           |

Gminy zbiorowe:
| Lp. | Nazwa gminy     | Ludność (31.12.2008) | Powierzchnia km² | Liczba gmin |
| --- | --------------- | -------------------- | ---------------- | ----------- |
| 1   | Grafschaft Hoya | 16.936               | 216,00           | 10          |
| 2   | Heemsen         | 6.070                | 73,29            | 4           |
| 3   | Mittelweser     | 15.961               | 196,19           | 5           |
| 4   | Steimbke        | 7.407                | 185,47           | 4           |
| 5   | Uchte           | 14.393               | 284,12           | 4           |
| 6   | Weser-Aue       | 14.594               | 178,38           | 6           |

## Zmiany administracyjne
1 listopada 2021
- połączenie gminy zbiorowej Liebenau z gminą zbiorową Marklohe w gminę zbiorową Weser-Aue